# Donic
Donic est un équipementier spécialisé dans le domaine du tennis de table. Cette marque est d'origine allemande et est la principale concurrente de la firme Butterfly. Donic est l'équipementier qui a remporté le plus de titres sur le plan international en sponsorisant les plus grands joueurs mondiaux tels que Jan-Ove Waldner, Jorgen Persson ou encore Mikael Appelgren.